# Erbium(III)-oxid
Erbium(III)-oxid ist eine chemische Verbindung aus der Gruppe der Oxide.

## Geschichte
Erbium(III)-oxid wurde 1843 teilweise (als Mischung mehrerer Lanthanoidoxide) isoliert durch Carl Gustaf Mosander und 1905 erstmals in reiner Form durch Georges Urbain und Charles James hergestellt.

## Gewinnung und Darstellung
Erbium(III)-oxid kann durch Verbrennung von Erbium an Luft gewonnen werden.
{\displaystyle \mathrm {4\ Er+3\ O_{2}\longrightarrow 2\ Er_{2}O_{3}} }
Es kann auch durch thermale Zersetzung von Erbiumsalzen wie Erbiumnitrat oder Erbiumoxalat gewonnen werden.
{\displaystyle \mathrm {Er_{2}(C_{2}O_{4})_{3}\longrightarrow 2\ Er_{2}O_{3}+6\ CO} }

## Eigenschaften

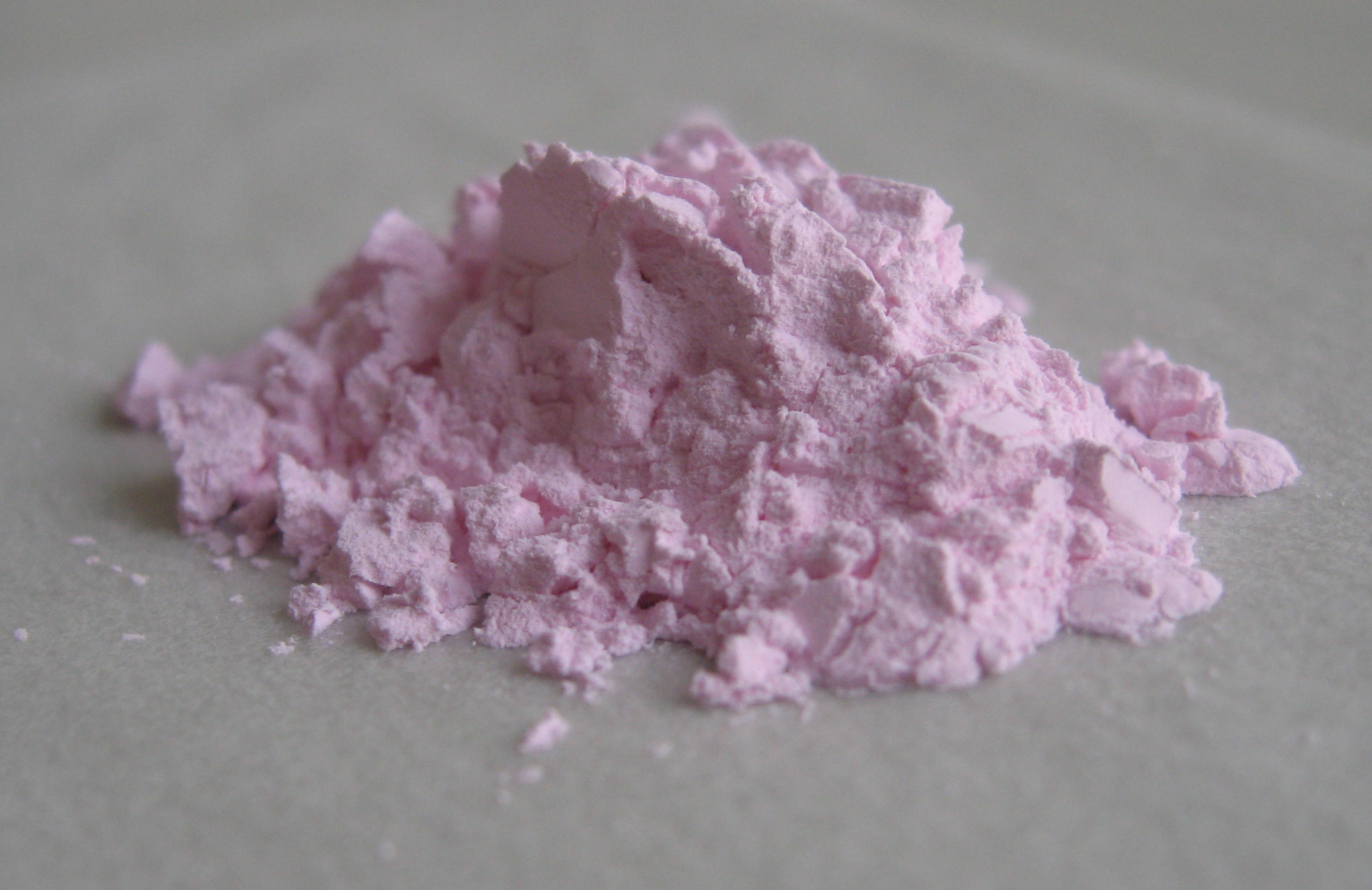
Erbium(III)-oxid

Erbium(III)-oxid ist ein pinkfarbenes Pulver, das unlöslich in Wasser ist. Es absorbiert leicht Wasser aus der Luft und Kohlenstoffdioxid. Es besitzt eine kubische Kristallstruktur. Eine interessante Eigenschaft ist die Photonen-Hochkonversion.

## Verwendung
Erbium(III)-oxid wird für die Färbung von Gläsern und Keramik verwendet. Da es in den entsprechenden Gläsern infrarotes Licht absorbiert, wird es für Schutzbrillen in der Glas- und Stahlindustrie eingesetzt. Es dient auch als Ausgangsmaterial zur Herstellung von reinem Erbium.